# Ladislav Pokorný (kněz)
Ladislav Pokorný (22. června 1915 Zdice – 12. května 2000 Praha) byl římskokatolický teolog, kněz, liturgista, spisovatel, redaktor, kanovník kapituly Všech svatých na Hradě pražském, děkan a vysokoškolský pedagog, člen katolickou církví zakázaného Sdružení katolických duchovních Pacem in terris kolaborujícího s komunistickým režimem.

## Studium a akademické počátky
Pocházel ze Zdic u Berouna. V Berouně absolvoval reálné gymnázium a maturoval v roce 1934. Po gymnáziu nastoupil ke studiu na bohosloveckou fakultu Karlovy univerzity v Praze, kterou dokončil v roce 1939. Po absolutoriu byl v roce 1939 vysvěcen na kněze, nastoupil do pastorace a vyučoval jako profesor na středních školách. Dne 12. prosince 1951 získal doktorát z teologie na Římskokatolické Cyrilometodějské bohoslovecké fakultě v Bratislavě. Jeho disertační práce měla název "Péče moderní pastorace o některé obtížné případy". K jeho dalším studiím patří: v letech 1946–1950 studium na Pedagogické fakultě Karlovy univerzity v Praze; 1964–1965 uměleckohistorický kurs PIS; 1964 a 1972 Ústřední politická škola ČSL a Liturgisches Institut v Curychu (v květnu 1971).

Od 1. září 1949 do 20. června 1950 byl profesorem pedagogiky a katechetiky na diecézním bohosloveckém učilišti v Litoměřicích. Dne 2. října 1950 byl jmenován na Římskokatolické cyrilometodějské bohoslovecké fakultě v Praze státním docentem pro obor pedagogiky a katechetiky, s účinností od 1. září 1950. Dne 30. října 1951 byl pověřen tamtéž přednáškami pastorální teologie od zimního semestru roku 1951–1952, přednášel do konce roku 1952–1953. Jeho působení v akademickém prostředí bylo ukončeno dne 31. srpna 1953. Poté odešel do pastorace a působil mj. v litoměřické diecézi.

## Návrat k pedagogické činnosti
Dne 15. prosince 1965 byl jmenován na Římskokatolické cyrilometodějské bohoslovecké fakultě v Praze se sídlem v Litoměřicích lektorem pro obor pedagogika v roce 1965–1966, tento pracovní poměr trval v období od 1. září 1965 do 28. června 1968.
Dne 12. října 1970 byl jmenován na CMBF docentem pro obor křesťanské archeologie a liturgiky, s účinností od 1. října 1970. Habilitační řízení tamtéž pro obor liturgiky bylo ukončeno dne 2. srpna 1971, kdy předložil soubor prací. Dne 9. ledna 1973 jmenován na Římskokatolické cyrilometodějské bohoslovecké fakultě v Praze se sídlem v Litoměřicích vedoucím katedry praktických oborů, s účinností od 1. ledna 1973. Dne 21. května 1974 byl jmenován profesorem pro obor liturgika, s účinností od 1. června 1974. Dne 24. září 1974 byl na Římskokatolické cyrilometodějské bohoslovecké fakultě v Praze se sídlem v Litoměřicích jmenován děkanem pro roky 1974–1976. Dále byl opětovně jmenován děkanem 9. července 1976 pro roky 1976–1978 a 14. srpna 1978 byl jmenován proděkanem fakulty pro roky 1978–1980. Na svou funkci rezignoval 30. června 1979 a odešel do důchodu.

## Aktivní důchodce
Ovšem ani pak nezahálel, takže 1. října 1979 byl přijat do krátkodobého pracovního poměru na Římskokatolické cyrilometodějské bohoslovecké fakultě v Praze se sídlem v Litoměřicích s místem působení v Cibulkově knihovně. Zde působil do 11. června 1980.

Od července 1981 do konce února 1983 byl vedoucím Vydavatelství České katolické Charity a v letech 1983–1984 vedoucím redaktorem časopisu Duchovní pastýř. Poté se věnoval pastorační činnosti.
V osmdesátých letech v médiích vícekrát prohlásil, že v komunistickém Československu neexistuje cenzura a náboženské publikace mohou vycházet neomezeně. Mimo jiné i proti tomuto jeho prohlášení v rozhlasovém rozhovoru z prosince 1981 se ohrazuje Protest Charty 77 proti porušování zákonů v oblasti náboženského života (obzvláště katolické církve) z 10. března 1982.
V roce 1986 v režimem podporovaných Katolických novinách reagoval na mezinárodní protesty proti potlačování náboženského tisku v komunistickém Československu a popřel, že by v něm docházelo k cenzuře: „Už třicet let spolupracuji s Katolickými novinami, řídil jsem časopis Duchovní pastýř a vydavatelství Charity, vyšlo mi kolem 50 titulů knih […] a nikdy jsem nepozoroval, že by se mi přes rameno díval cenzor. A že existuje jakýsi ‚samizdat‘ dobře vím. Už v roce 1979 nás na sjezdu SKD Pacem in terris v Hradci Králové upozorňoval pan ministr dr. Milan Klusák, že je nutné, abychom rozšířili svou publikační činnost, uspokojovali věřící objektivními informacemi.“ Katolický disident Augustin Navrátil v reakci na toto prohlášení přirovnal Pokorného k Jidášovi.
Zemřel 12. května 2000 v Domově sv. Karla Boromejského v Praze-Řepích. Rozloučení s ním se konalo 19. května 2000 v Praze-Řepích, odtud pak byl převezen do hrobky kanovníků Kolegiátní kapituly Všech svatých na Hradě Pražském v Bubenči a tam pohřben. V průběhu roku 2001 za něho kněžské společenství CCC, jehož byl členem, obětovalo mše svaté.